# Règle 34
Pour les articles homonymes, voir 34 (nombre).
La règle 34 (en anglais : « Rule 34 ») est un mème et une catégorie pornographique ou érotique, suggérant que sur n'importe quel sujet, il existe un équivalent pornographique.
Le concept est généralement décrit comme un fan art de sujets normalement non érotiques se livrant à un comportement sexuel, ces derniers sont notamment des personnages d'animé, de dessin animé ou de jeu vidéo (Family Guy, One Piece, Fairy Tail, Les Simpson, Lara Croft, Samus Aran, Overwatch, l'univers Nintendo etc). Cet art inclut aussi des sujets non humains anthropomorphisés, comme le moteur de recherche Google ou le logiciel Siri, mais également des figures symboliques, des contes et légendes urbaines et culturelles (Marianne, Leprechauns etc).
La règle 34 dispose la maxime suivante : « Si ça existe, il y a du porno à ce sujet » (« If it exists there is porn of it »).

## Origine
Des années 1920 aux années 1960, bien avant que la règle 34 ne soit inventée, les mini-bandes dessinées érotiques Bible de Tijuana représentent des personnages de bandes dessinées populaires tels que Popeye et Little Orphan Annie.
La règle 34 est inventée à partir d'un webcomic de 2003, sous-titré « Règle #34 : Il y a du porno dessus. Aucune exception », elle est dessinée par TangoStari (Peter Morley-Souter) pour décrire son choc après avoir vu une parodie pornographique de Calvin et Hobbes. Bien que le webcomic soit tombé dans l'oubli, la formule devient instantanément populaire sur Internet. Depuis lors, cette phrase est adaptée en différentes versions syntaxiques et même utilisée comme verbe,.

## Popularisation
Les internautes font de la règle 34 un mème en raison de l'omniprésence de la pornographie sur Internet, en particulier parmi les genres tel que la fanfiction, le Slash et le hentai.
Un dictionnaire de néologismes affirme que la règle 34 « a commencé à apparaître sur des publications Internet en 2008 ».
Alors que la règle 34 continue de se répandre sur Internet, les médias traditionnels commencent à en parler. Un article du Daily Telegraph de 2009 la classe dans le « Top 10 » des lois de l'Internet. En 2013, CNN la considère comme la loi la plus célèbre de l'Internet.

## Variations
La règle originale est altérée au fur et à mesure qu'elle devient virale sur Internet, la formule la plus communément admise étant : « Si ça existe, il y a du porno à ce sujet » (« If it exists there is porn of it ») ». La majorité des formules négligent l'original « Aucune exception » :
- « There is porn of it » ;
- « If it exists, there is Internet porn of it » ;
- « If you can imagine it, it exists as Internet porn » ;
- « If it exists, there is a subreddit devoted to it » .

D'autres règles populaires d'internet portant sur la sexualité existent, tel que :
- La règle 35 : « S'il n'y a pas de pornographie sur ce sujet, il va bientôt y en avoir » (« If there is no porn, it will be made » ou « If it exists there is porn of it. If not, start uploading »)[10] ;

- La règle 36 : « Il y aura toujours un putain de truc plus tordu que ce que tu viens de voir » (« There will always be more fucked up shit than what you just saw ») ;

- La règle 63 : « Pour chaque personnage masculin donné, il en existe une version féminine et inversement » (« For every given male character, there is a female version of that character and vice versa ») ;

- La règle 15 : « Créativité illimitée, avec une conscience responsable » (« Unlimited creativity, with responsible awareness »)[pas clair].